# Dourbies
Dourbies är en kommun i departementet Gard i regionen Occitanien i södra Frankrike. Kommunen ligger i kantonen Trèves som tillhör arrondissementet Le Vigan. År 2022 hade Dourbies 157 invånare.

## Befolkningsutveckling
Antalet invånare i kommunen Dourbies
Referens:INSEE